# Tyrell van Boog
Tyrell van Boog (* 1970 in Gelsenkirchen) ist ein deutscher Schauspieler und Schriftsteller.

## Leben
Van Boog ist seit den 2000er-Jahren als Theaterschauspieler aktiv. Von 2007 bis 2009 war er in vier Produktionen des Jüdischen Theaters Bimah in Berlin zu sehen, darunter in der Shakespeare-Adaption Es war die Lerche und im KZ-Drama Bent unter der Regie von Dan Lahav, in der van Boog in zwei Nebenrollen zu sehen war. Im Jahr 2012 war er bei den Jedermann-Festspielen im Berliner Dom als einer der Knechte zu sehen.
Von Boog spielte im Tanztheaterprojekt Fritz von China – Ein preußisches Capriccio die Rolle des Friedrich II.; die Aufführung fand Ende Januar 2012 im Schloss Friedrichsfelde statt. Mit der szenischen Lesung für vier Personen Ich (?), König und Diktator, die sich kritisch mit der Aufarbeitung der Franco-Diktatur in Spanien auseinandersetzte, trat van Boog Ende November 2008 im Theater im Kino (tik nord im schizzo) auf. Weitere seiner Texte präsentierte er auf der Leipziger Buchmesse sowie im Rahmen von Lesereihen wie Berliner Morde und Tempelhof liest. Im Jahr 2015 wirkte van Boog in einem Lehrfilm über Georg Büchners Dramenfragment Woyzeck mit und veröffentlichte zwischen 2016 und 2018 seine Roman-Trilogie Mein allererster Dreier als E-Book bei Amazon. Van Boogs Erzählung Die drei Affen erhielt 2019 einen von drei Förderpreisen des Stockstädter Literaturwettbewerbs, seine Amerika-Satire Tötet Kolumbus! wurde 2020 für den Book King Publikums-Award nominiert. Im Jahr 2021 erschien seine Novelle Hafenrundfahrt, oder: Die filmreife Story vom liebeskranken Regisseur als E-Book.
Im Fernsehen war van Boog unter anderem in den Serien Gute Zeiten, schlechte Zeiten und Wege zum Glück – Spuren im Sand zu sehen. Er trat zudem in Dokumentarfilmen in Spielszenen auf. Van Boog wirkte in verschiedenen deutschen und internationalen Werbespots mit, darunter in der Social-Media-Kampagne Zombiegate für Fox Channel; der Werbespot Schelle KG der Deutschen Bahn, in dem van Boog die Hauptrolle spielte, gewann 2014 auf dem PR-Filmfestival Die Klappe den Nachwuchspreis.
Als Musiker improvisierte van Boog den Soundtrack für den Kurzfilm Cafémezzo, der 2011 auf dem „99-fire-Filmfestival“ mit van Boog in der Rolle als Klarinettist lief. Im Jahr 2014 wirkte er in den Musikvideos zu den Singles Auf uns von Andreas Bourani, Mein Berg von Unheilig und Au revoir von Mark Forster mit und war 2016 im Musikvideo zu Heatwave von Robin Schulz als Late-Night-Moderator zu sehen.
Van Boog lebt und arbeitet in Berlin.

## Bühnenrollen (Auswahl)
- 2007: Erich Kästner – kess und närrisch – Rolle: Buchhändler (Deutsch-Jüdisches Theater, Berlin)
- 2008: Es war die Lerche – Rollen: William Shakespeare, Pater Lorenzo, Richard III (Jüdisches Theater, Berlin)
- 2009: Bent – Rollen: Aufseher, SS-Offizier (Jüdisches Theater, Berlin)
- 2009: Die wahre Geschichte von Adam, Eva und der Schlange – Rolle: Adam (Jüdisches Theater, Berlin)
- 2010: Es begann als … – Rolle: Salute (100-Grad-Festival, Berlin)

## Filmografie (Auswahl)
- 2011: Cafémezzo (Kurzfilm)
- 2011, 2015: Gute Zeiten, schlechte Zeiten (TV-Serie, zwei Folgen)
- 2012: Doppelleben (Dokumentarfilm)
- 2012: Little Thirteen (TV)
- 2012: Wege zum Glück – Spuren im Sand (TV-Serie, eine Folge)
- 2014: Die Lust am Skandal (Dokumentarfilm)
- 2016: Der große Anfang – 500 Jahre Reformation (Doku-Dreiteiler, Folge 2: Der große Anfang – Die Explosion)
- 2024: Die Spreewaldklinik (TV-Serie, eine Folge)

## Auszeichnungen
- 2019: Förderpreis des Stockstädter Literaturwettbewerbs für Die drei Affen
- 2020: Nominierung Book King Publikums-Award für Tötet Kolumbus!